# Lista över ledamöter i Sametinget 1997–2001
Lista över ledamöter i Sametinget 1997–2001 förtecknar de 31 personer som valts in vid valet till Sametinget i Sverige, som hölls maj 1997. Följande ledamöter valdes in fyraårsperiod 1997–2001.

## Ledamöter
| Ledamot                    | Parti                        |
| -------------------------- | ---------------------------- |
| Ingwar Åhrén               | Samelandspartiet             |
| Nikolaus Stenberg          | Samelandspartiet             |
| Jörgen Jonsson             | Samelandspartiet             |
| Edvin Rensberg             | Samelandspartiet             |
| Aina Jonsson               | Samelandspartiet             |
| Anne May Kuoljok Albinsson | Samelandspartiet             |
| Seth-Ivan Eriksson         | Vuovdega                     |
| Carl-Gustaf Lundgren       | Vuovdega                     |
| Stefan Mikaelsson          | Vuovdega                     |
| Monica Sandström           | Vuovdega                     |
| Bengt Sevä                 | Vuovdega                     |
| Nils Walkeapää             | Renägarförbundet             |
| Lars Jon Allas             | Renägarförbundet             |
| Per Mikael Utsi            | Renägarförbundet             |
| Nils Petter Labba          | Renägarförbundet             |
| Lars Wilhelm Svonni        | Samerna                      |
| Ellen Suorra               | Samerna                      |
| Stig-Henry Johansson       | Samerna                      |
| Roger Rimpi                | Samerna                      |
| Sigrid Stångberg           | Landsförbundet Svenska Samer |
| Lars Paul Kroik            | Landsförbundet Svenska Samer |
| Monica Fjaellström         | Landsförbundet Svenska Samer |
| Håkan Jonsson              | Jakt- och fiskesamerna       |
| Bengt Oskarsson            | Jakt- och fiskesamerna       |
| Cecilia Önnhall            | Jakt- och fiskesamerna       |
| Olov Sikku                 | Min Geaidnu                  |
| Olof T Johansson           | Min Geaidnu                  |
| Gudrun Kuhmunen            | Min Geaidnu                  |
| Sonia Larsson Popa         | Saemien Eatname              |
| Per Labba                  | Vi Samer                     |
| Börje Allas                | Samisk solidaritet           |